# 穴水町立向洋小学校
穴水町立向洋小学校（あなみずちょうりつこうようしょうがっこう）は石川県鳳珠郡穴水町比良にある公立小学校。

## 概要
中居湾の高台に位置する。同町立兜、鹿波、諸橋、住吉小学校を統合する形で2008年に開校した。校舎は住吉小学校の校舎が転用された。4校を統合して開校したため校区は広く、路線バスで登校する児童も多い。きび団子作りや太鼓といった、4地域それぞれの伝統文化の体験学習が実施されている。
2020年には、2019年コロナウイルス感染症による社会・経済的影響を受けて消費が低迷している能登牛の消費推進のため、石川県内の学校給食に能登牛を使用する取り組みが実施された。向洋小学校は穴水小学校と共に最初にこの取り組みが実施され、7月15日にサイコロステーキが提供された。
本校は富山湾に近い事から、『イルカに会える小学校』とアピールしている。

## 校舎
旧住吉小学校の校舎を転用したものである。遠藤関コーナー（本校の卒業生である遠藤関をみんなで応援している。）、運動場、砂場、校長室、職員室、普通教室、特別教室、ランチルーム、相談室、開校記念碑などがある。体育館横には壁画があり、校内には、統合前の4校の校舎の写真が飾られている。

## 沿革
- 2008年4月 - 諸橋小学校・兜小学校・鹿波小学校・住吉小学校の4校が再編により統合して穴水町立向洋小学校として開校[5]
- 2009年5月 - 野鳥愛護校となる。[5]
- 2010年4月 - 特別支援学級（自閉・情緒）新設。文部科学省指定研究（人権教育）を受ける。[5]

## 通学区域
中居、中居南、比良、川尻、梶、波志借、瑞鳳、伊久留、樟谷、菅谷、木原、藤巻、曽山、東中谷、山中、岩車、旭ケ丘、鹿波、甲、大郷、曽良、沖波、前波、宇加川、明千寺、花園、竹太、古君

## 進学先中学校
本校の卒業生は基本的に穴水中学校に進学する。

## 出身著名人
- 遠藤聖大 - 大相撲力士

## 周辺
- ぼら待ちやぐら
- 能登中居鋳物館
- 森下家具製作所
- 神杉保育園
- さとりの道
- 地福院
- 有限会社横山オートサービス
- とき美容室

## アクセス
- E41 能越自動車道穴水ICより車で7分。
- のと鉄道 穴水駅より車で8分。